# Дискография Доктора Дре
Дискография американского продюсера, звукорежиссёра и рэпера Доктора Дре состоит из 3 студийных альбомов, 42 синглов (включая 24 в качестве приглашённого исполнителя), 2 сборников, 1 саундтрека и 21 музыкального видеоклипа.
Доктор Дре начал свою рэп-карьеру в группе World Class Wreckin’ Cru в середине 1980-х годов и выступал с группой N.W.A с 1987 по 1991 год. В 1992 году Доктор Дре начал свою сольную карьеру, выпустив совместный сингл со Snoop Dogg «Deep Cover» и альбом The Chronic на лейбле Death Row Records. The Chronic был трижды удостоен платиновой сертификации в США. Его синглы «Nuthin’ But a “G” Thang» и «Fuck wit Dre Day (And Everybody's Celebratin')» попали в первую десятку американского чарта Billboard Hot 100; песня «Let Me Ride» достигла третьего места в чарте Hot Rap Tracks. Доктор Дре также начал свою карьеру в качестве музыкального продюсера, его первыми работами стали дебютный альбом Snoop Dogg 1993 года под названием Doggystyle и саундтрек к фильму Над кольцом. Он участвовал в качестве приглашённого музыканта в песнях Айс Кьюба «Natural Born Killaz» и 2Pac «California Love». Сингл Доктора Дре «Keep Their Heads Ringin’» 1995 года стал очередным хитом первой десятки и вошёл в саундтрек к фильму Пятница. В 1996 году Дре покинул Death Row и основал свой собственный лейбл Aftermath Entertainment, выпустив сборник Dr. Dre Presents… The Aftermath со своим синглом «Been There, Done That» и другими треками артистов, недавно подписавших контракт с Aftermath.
В 1999 году Доктор Дре выпустил свой второй студийный альбом 2001. Этот диск был признан шестикратно платиновым в США и пятикратно платиновым в Канаде (500 000 экземпляров). Синглы «Forgot About Dre» и «The Next Episode» попали в первую десятку чарта Hot Rap Tracks. Будучи основателем и генеральным директором Aftermath Entertainment, в 2000-х годах Доктор Дре сосредоточился на продюсировании других артистов и участвовал в записи синглов Эминема, включая «Encore» от 2004 года и «Crack a Bottle» от 2009 года. Доктор Дре начал запись своего отменённого альбома Detox в 2003 году и задумывал его как свой последний альбом and intended it to be his final album..
В 2014 году продюсер Aftermath Даваун Паркер сообщил, что Дре работает над новым альбомом, но он не будет называться Detox, и что он отказался от этого названия «пару [лет] назад». Альбом в конечном итоге был назван Compton и стал саундтреком к биографическому фильму Голос улиц. Пластинка дебютировала на втором месте в Billboard Top 200 и на первом месте в Великобритании, Канаде, Австралии, Ирландии, Новой Зеландии, Бельгии, Франции, Нидерландах и Швейцарии.

## Альбомы

### Студийные альбомы
| Название                                                                                 | Детали альбома                                                                                             | Наивысшие позиции в чартах | Наивысшие позиции в чартах | Наивысшие позиции в чартах | Наивысшие позиции в чартах | Наивысшие позиции в чартах | Наивысшие позиции в чартах | Наивысшие позиции в чартах | Наивысшие позиции в чартах | Наивысшие позиции в чартах | Наивысшие позиции в чартах | Наивысшие позиции в чартах | Продажи                                      | Сертификации (порог продаж) |
| Название                                                                                 | Детали альбома                                                                                             | США                        | США R&B                    | AUS                        | CAN                        | FRA                        | GER                        | IRE                        | NL                         | NZ                         | SWI                        | UK                         | Продажи                                      | Сертификации (порог продаж) |
| ---------------------------------------------------------------------------------------- | --- | -------------------------- | -------------------------- | -------------------------- | -------------------------- | -------------------------- | -------------------------- | -------------------------- | -------------------------- | -------------------------- | -------------------------- | -------------------------- | -------------------------------------------- | --- |
| The Chronic                                                                              | - Выпущен: 15 декабря 1992 - Лейблы: Death Row, Interscope - Форматы: CD, LP, кассета, цифровое скачивание | 3                          | 1                          | 91                         | —                          | —                          | 74                         | 48                         | —                          | —                          | —                          | 43                         | - США: 5,800,000 - Великобритания: 260,814   | - RIAA: 3× платиновый - BPI: золотой |
| 2001                                                                                     | - Выпущен: 16 ноября 1999 - Лейблы: Aftermath, Interscope - Форматы: CD, LP, кассета, цифровое скачивание  | 2                          | 1                          | 26                         | 2                          | 15                         | 20                         | 7                          | 17                         | 11                         | 26                         | 4                          | - США: 7,900,000 - Великобритания: 1,377,672 | - RIAA: 6× платиновый - ARIA: 4× платиновый - BPI: 4× платиновый - BVMI: золотой - IFPI Швейцария: золотой - MC: 5× платиновый - RMNZ: 2× платиновый - SNEP: золотой |
| Compton                                                                                  | - Выпущен: 7 августа 2015 - Лейблы: Aftermath, Interscope - Форматы: CD, LP, цифровое скачивание           | 2                          | 1                          | 1                          | 1                          | 1                          | 4                          | 1                          | 1                          | 1                          | 1                          | 1                          | - США: 560,000 - Великобритания: 137,534     | - RIAA: золотой - ARIA: золотой - BPI: золотой - SNEP: золотой |
| «—» обозначает альбом, который не попал в чарты или не был выпущен на данной территории. | |                            |                            |                            |                            |                            |                            |                            |                            |                            |                            |                            |                                              | |

### Мини-альбомы
| Название                 | Детали альбома                                                                                     |
| ------------------------ | -------------------------------------------------------------------------------------------------- |
| GTA Online: The Contract | - Выпущен: 4 февраля 2022 - Лейблы: Aftermath, Interscope - Форматы: Цифровое скачивание, стриминг |

### Сборники
| Название                                                                                 | Детали альбома                                                                                            | Наивысшие позиции в чартах | Наивысшие позиции в чартах | Наивысшие позиции в чартах | Сертификации       |
| Название                                                                                 | Детали альбома                                                                                            | США                        | США R&B                    | Канада                     | Сертификации       |
| ---------------------------------------------------------------------------------------- | --- | -------------------------- | -------------------------- | -------------------------- | ------------------ |
| Concrete Roots                                                                           | - Выпущен: 20 сентября 1994 - Лейблы: Triple X, Hitman Music - Форматы: CD, LP, кассета                   | 43                         | 17                         | —                          |                    |
| Dr. Dre Presents… The Aftermath                                                          | - Выпущен: 26 ноября 1996 - Лейблы: Aftermath, Interscope - Форматы: CD, LP, кассета, цифровое скачивание | 6                          | 3                          | 69                         | - RIAA: платиновый |
| «—» обозначает альбом, который не попал в чарты или не был выпущен на данной территории. | |                            |                            |                            |                    |

### Саундтреки
| Название | Детали альбома                                                                              | Наивысшие позиции в чартах | Наивысшие позиции в чартах | Наивысшие позиции в чартах | Наивысшие позиции в чартах | Наивысшие позиции в чартах | Наивысшие позиции в чартах | Сертификации    |
| Название | Детали альбома                                                                              | США                        | США R&B                    | Канада                     | Франция                    | Германия                   | Нидерланды                 | Сертификации    |
| -------- | ------------------------------------------------------------------------------------------- | -------------------------- | -------------------------- | -------------------------- | -------------------------- | -------------------------- | -------------------------- | --------------- |
| Мойка    | - Выпущен: 6 ноября 2001 - Лейблы: Aftermath, Interscope - Форматы: CD, цифровое скачивание | 19                         | 5                          | 9                          | 21                         | 20                         | 15                         | - RIAA: золотой |

## Синглы

### В качестве ведущего исполнителя
| Название                                                                                | Год  | Наивысшие позиции в чартах | Наивысшие позиции в чартах | Наивысшие позиции в чартах | Наивысшие позиции в чартах | Наивысшие позиции в чартах | Наивысшие позиции в чартах | Наивысшие позиции в чартах | Наивысшие позиции в чартах | Наивысшие позиции в чартах | Наивысшие позиции в чартах | Сертификации                                                  | Альбом                          |
| Название                                                                                | Год  | США                        | США R&B                    | США Рэп                    | Франция                    | Германия                   | Ирландия                   | Нидерланды                 | Новая Зеландия             | Швейцария                  | Великобритания             | Сертификации                                                  | Альбом                          |
| --------------------------------------------------------------------------------------- | ---- | -------------------------- | -------------------------- | -------------------------- | -------------------------- | -------------------------- | -------------------------- | -------------------------- | -------------------------- | -------------------------- | -------------------------- | ------------------------------------------------------------- | ------------------------------- |
| «Deep Cover» (при участии Snoop Doggy Dogg)                                             | 1992 | —                          | 46                         | 4                          | —                          | —                          | —                          | —                          | —                          | —                          | —                          |                                                               | Под прикрытием (саундтрек)      |
| «Nuthin’ But a “G” Thang» (при участии Snoop Doggy Dogg)                                | 1992 | 2                          | 1                          | 1                          | —                          | —                          | —                          | —                          | 39                         | —                          | 31                         | - RIAA: платиновый - BPI: серебряный                          | The Chronic                     |
| «Fuck wit Dre Day (And Everybody’s Celebratin’)» (при участии Snoop Doggy Dogg)         | 1993 | 8                          | 6                          | 13                         | —                          | —                          | —                          | —                          | 49                         | —                          | 59                         | - RIAA: золотой                                               | The Chronic                     |
| «Let Me Ride»                                                                           | 1993 | 34                         | 3                          | 3                          | —                          | —                          | —                          | —                          | —                          | —                          | 31                         |                                                               | The Chronic                     |
| «Natural Born Killaz» (совместно с Айс Кьюбом)                                          | 1994 | —                          | —                          | —                          | —                          | —                          | —                          | —                          | —                          | —                          | 45                         |                                                               | Murder Was the Case (саундтрек) |
| «Keep Their Heads Ringin'»                                                              | 1995 | 10                         | 10                         | 1                          | 29                         | 23                         | —                          | 15                         | 3                          | 7                          | 25                         | - RIAA: золотой                                               | Пятница (саундтрек)             |
| «Been There, Done That»                                                                 | 1996 | —                          | —                          | —                          | —                          | —                          | —                          | —                          | 31                         | —                          | —                          |                                                               | Dr. Dre Presents… The Aftermath |
| «Zoom» (совместно с LL Cool J)                                                          | 1998 | —                          | 101                        | —                          | —                          | 44                         | —                          | 67                         | —                          | 45                         | 15                         |                                                               | Булворт (саундтрек)             |
| «Still D.R.E.» (при участии Snoop Dogg)                                                 | 1999 | 23                         | 32                         | 11                         | 29                         | 38                         | 14                         | —                          | 21                         | 15                         | 6                          | - BPI: 2× платиновый - BVMI: золотой                          | 2001                            |
| «Forgot About Dre» (при участии Eminem)                                                 | 2000 | 25                         | 14                         | —                          | —                          | 41                         | 20                         | 16                         | 26                         | 37                         | 7                          | - BPI: 2× платиновый                                          | 2001                            |
| «The Next Episode» (при участии Snoop Dogg, Kurupt и Nate Dogg)                         | 2000 | 23                         | 11                         | 9                          | 22                         | 34                         | 11                         | 26                         | —                          | 34                         | 3                          | - BPI: платиновый - BVMI: золотой                             | 2001                            |
| «The Watcher»                                                                           | 2001 | —                          | —                          | —                          | 47                         | —                          | —                          | —                          | —                          | —                          | —                          |                                                               | 2001                            |
| «The Wash» (при участии Snoop Dogg)                                                     | 2001 | 107                        | 43                         | —                          | 58                         | —                          | —                          | —                          | —                          | —                          | —                          |                                                               | Мойка (саундтрек)               |
| «Bad Intentions» (при участии Knoc-Turn'al)                                             | 2001 | 102                        | 33                         | —                          | 45                         | 75                         | 8                          | 26                         | —                          | 47                         | 4                          |                                                               | Мойка (саундтрек)               |
| «Kush» (при участии Snoop Dogg и Akon)                                                  | 2010 | 34                         | 43                         | 11                         | 46                         | —                          | —                          | —                          | —                          | 59                         | 57                         |                                                               | Внеальбомные синглы             |
| «I Need a Doctor» (при участии Eminem и Скайлар Грей)                                   | 2011 | 4                          | 124                        | 16                         | 29                         | 25                         | 11                         | 55                         | 23                         | 33                         | 8                          | - RIAA: 2× платиновый - ARIA: 4× платиновый - BPI: платиновый | Внеальбомные синглы             |
| «Talking to My Diary»                                                                   | 2015 | —                          | 105                        | —                          | 78                         | —                          | —                          | —                          | —                          | —                          | —                          |                                                               | Compton                         |
| «Talk About It» (при участии King Mez и Justus)                                         | 2015 | —                          | 45                         | —                          | 95                         | —                          | —                          | —                          | —                          | —                          | —                          |                                                               | Compton                         |
| «—» обозначает сингл, который не попал в чарты или не был выпущен на данной территории. |      |                            |                            |                            |                            |                            |                            |                            |                            |                            |                            |                                                               |                                 |

### В качестве приглашённого исполнителя
| Название                                                                                | Год  | Наивысшие позиции в чартах | Наивысшие позиции в чартах | Наивысшие позиции в чартах | Наивысшие позиции в чартах | Наивысшие позиции в чартах | Наивысшие позиции в чартах | Наивысшие позиции в чартах | Наивысшие позиции в чартах | Наивысшие позиции в чартах | Наивысшие позиции в чартах | Сертификации                            | Альбом                                   |
| Название                                                                                | Год  | США                        | США R&B                    | США Рэп                    | Франция                    | Германия                   | Ирландия                   | Нидерланды                 | Новая Зеландия             | Швейцария                  | Великобритания             | Сертификации                            | Альбом                                   |
| --------------------------------------------------------------------------------------- | ---- | -------------------------- | -------------------------- | -------------------------- | -------------------------- | -------------------------- | -------------------------- | -------------------------- | -------------------------- | -------------------------- | -------------------------- | --------------------------------------- | ---------------------------------------- |
| «We Want Eazy» (Eazy-E при участии Dr. Dre и MC Ren)                                    | 1989 | —                          | 43                         | 7                          | —                          | —                          | —                          | —                          | —                          | —                          | —                          |                                         | Eazy-Duz-It                              |
| «We're All in the Same Gang» (совместно с The West Coast Rap All-Stars)                 | 1990 | 35                         | 10                         | 1                          | —                          | —                          | —                          | —                          | —                          | —                          | —                          | - RIAA: золотой                         | We’re All in the Same Gang               |
| «Funky Flute» (Jimmy Zavala при участии Dr. Dre)                                        | 1991 | —                          | —                          | —                          | —                          | —                          | —                          | —                          | —                          | —                          | —                          |                                         | Muzical Madness                          |
| «U Better Recognize» (Sam Sneed при участии Dr. Dre)                                    | 1994 | —                          | 48                         | 18                         | —                          | —                          | —                          | —                          | —                          | —                          | —                          |                                         | Murder Was the Case (саундтрек)          |
| «California Love» (2Pac при участии Dr. Dre и Roger Troutman                            | 1996 | 1                          | 1                          | 1                          | 13                         | 7                          | 16                         | 7                          | 1                          | 7                          | 6                          | - RIAA: 2× платиновый - BPI: платиновый | All Eyez on Me                           |
| «No Diggity» (Blackstreet при участии Dr. Dre и Queen Pen)                              | 1996 | 1                          | 1                          | —                          | 25                         | 14                         | 10                         | 7                          | 1                          | 11                         | 9                          | - RIAA: платиновый - BPI: 2× платиновый | Another Level                            |
| «Phone Tap» (The Firm при участии Dr. Dre)                                              | 1996 | —                          | —                          | —                          | —                          | —                          | —                          | —                          | —                          | —                          | —                          |                                         | The Album                                |
| «Puppet Master» Cypress Hill при участии Dr. Dre)                                       | 1997 | —                          | 73                         | —                          | —                          | —                          | —                          | —                          | —                          | —                          | —                          |                                         | Chapter 1                                |
| «Game Over» (Scarface при участии Dr. Dre, Ice Cube и Too Short)                        | 1997 | —                          | —                          | —                          | —                          | —                          | —                          | —                          | —                          | —                          | —                          |                                         | The Untouchable                          |
| «Ghetto Fabulous» (Ras Kass при участии Dr. Dre и Mack 10)                              | 1998 | —                          | 56                         | —                          | —                          | —                          | —                          | —                          | —                          | —                          | —                          |                                         | Rasassination                            |
| «Guilty Conscience» (Eminem при участии Dr. Dre)                                        | 1999 | —                          | 56                         | —                          | 97                         | 40                         | 12                         | 22                         | —                          | —                          | 5                          | - RIAA: золотой - BPI: золотой          | The Slim Shady LP                        |
| «Hello» (Ice Cube при участии Dr. Dre и MC Ren)                                         | 2000 | —                          | 50                         | —                          | —                          | —                          | —                          | —                          | —                          | —                          | —                          |                                         | War & Peace Vol. 2 (The Peace Disc)      |
| «Bitch Please II» (Eminem при участии Dr. Dre, Nate Dogg, Snoop Dogg и Xzibit)          | 2000 | —                          | 61                         | —                          | —                          | —                          | —                          | —                          | —                          | —                          | —                          | - RIAA: золотой                         | The Marshall Mathers LP                  |
| «Ain't Nuttin' But Music» (D12 при участии Dr. Dre)                                     | 2001 | —                          | —                          | —                          | 25                         | —                          | —                          | —                          | —                          | —                          | —                          |                                         | Devil’s Night                            |
| «Fast Lane» (Bilal при участии Dr. Dre и Jadakiss)                                      | 2001 | —                          | 41                         | —                          | —                          | —                          | —                          | —                          | —                          | —                          | —                          |                                         | 1st Born Second                          |
| «The Knoc» (Knoc-Turn'al при участии Dr. Dre и Мисси Эллиотт)                           | 2002 | 98                         | 67                         | 13                         | —                          | —                          | —                          | —                          | —                          | —                          | —                          |                                         | L.A. Confidential presents: Knoc-turn'al |
| «Symphony in X Major» (Xzibit при участии Dr. Dre)                                      | 2002 | —                          | 63                         | —                          | —                          | —                          | —                          | —                          | —                          | —                          | —                          |                                         | Man vs. Machine                          |
| «Encore» (Eminem при участии Dr. Dre и 50 Cent)                                         | 2004 | 25                         | 48                         | 20                         | —                          | —                          | —                          | —                          | —                          | —                          | 116                        |                                         | Encore                                   |
| «Crack a Bottle» (Eminem при участии Dr. Dre и 50 Cent)                                 | 2009 | 1                          | 60                         | 4                          | —                          | —                          | 6                          | 56                         | 6                          | 4                          | 4                          | - RIAA: 2× платиновый - BPI: золотой    | Relapse                                  |
| «Old Time’s Sake» (Eminem при участии Dr. Dre)                                          | 2009 | 25                         | 115                        | —                          | —                          | —                          | 49                         | —                          | —                          | —                          | 61                         |                                         | Relapse                                  |
| «Hell Breaks Loose» (Eminem при участии Dr. Dre)                                        | 2009 | 29                         | —                          | —                          | —                          | —                          | —                          | —                          | —                          | —                          | —                          |                                         | Relapse: Refill                          |
| «The Recipe» (Кендрик Ламар при участии Dr. Dre)                                        | 2012 | 103                        | 38                         | 23                         | —                          | —                          | —                          | —                          | —                          | —                          | —                          | - RIAA: платиновый                      | Good Kid, M.A.A.D City                   |
| «New Day» (50 Cent при участии Dr. Dre и Алиши Киз)                                     | 2012 | 79                         | 43                         | 18                         | 109                        | 53                         | —                          | 92                         | —                          | —                          | —                          |                                         | Внеальбомный сингл                       |
| «3 Kings» (Рик Росс при участии Dr. Dre и Jay-Z)                                        | 2012 | 101                        | 60                         | —                          | —                          | —                          | —                          | —                          | —                          | —                          | —                          |                                         | God Forgives, I Don’t                    |
| «—» обозначает сингл, который не попал в чарты или не был выпущен на данной территории. |      |                            |                            |                            |                            |                            |                            |                            |                            |                            |                            |                                         |                                          |

## Другие песни, попавшие в чарты
| «Fuck You» (при участии Snoop Dogg и Devin the Dude)                                       | 1999 | 61  | — | —   |                   | 2001                                 |
| «Let’s Get High» (при участии Kurupt, Hittman и Ms. Roq)                                   | 1999 | 72  | — | —   |                   | 2001                                 |
| «Xxplosive» (при участии Hittman, Kurupt, Nate Dogg и Six-Two)                             | 1999 | 51  | — | —   | - BPI: серебряный | 2001                                 |
| «What’s the Difference» (при участии Xzibit и Eminem)                                      | 1999 | 76  | — | —   | - BPI: золотой    | 2001                                 |
| «Put It on Me» (совместно с DJ Quik, при участии Mimi)                                     | 2001 | 62  | — | —   |                   | Тренировочный день (саундтрек)       |
| «Say What You Say» (Eminem при участии Dr. Dre)                                            | 2002 | 110 | — | —   |                   | The Eminem Show                      |
| «The Watcher 2» (Jay-Z при участии Dr. Dre, Truth Hurts и Ракима)                          | 2002 | 123 | — | —   |                   | The Blueprint²: The Gift & The Curse |
| «Imagine» (Snoop Dogg при участии Dr. Dre и Ди Энджело)                                    | 2006 | 107 | — | —   |                   | Tha Blue Carpet Treatment            |
| «Bounce» (Тимбалэнд при участии Dr. Dre, Мисси Эллиотт и Джастина Тимберлейка)             | 2008 | —   | — | 176 |                   | Shock Value                          |
| «Under Pressure» (при участии Jay-Z)                                                       | 2010 | 105 | — | —   |                   | Внеальбомный сингл                   |
| «Popped Off» (T.I. при участии Dr. Dre)                                                    | 2012 | 75  | — | —   |                   | Fuck da City Up                      |
| «Compton» (Кендрик Ламар при участии Dr. Dre)                                              | 2012 | 52  | — | —   |                   | Good Kid, M.A.A.D City               |
| «Deep Water» (при участии Кендрика Ламара, Justus и Андерсона Пака)                        | 2015 | —   | — | —   |                   | Compton                              |
| «Genocide» (при участии Кендрика Ламара, Marsha Ambrosius и Candice Pillay)                | 2015 | —   | — | —   |                   | Compton                              |
| «Medicine Man» (при участии Eminem, Candice Pillay и Андерсона Пака)                       | 2015 | 40  | — | —   |                   | Compton                              |
| «—» обозначает песню, которая не попала в чарты или не была выпущена на данной территории. |      |     |   |     |                   |                                      |

### Гостевые участия
| Название                          | Год  | Другой исполнитель(и)                                                 | Альбом                                             |
| --------------------------------- | ---- | --------------------------------------------------------------------- | -------------------------------------------------- |
| «Tha Last Song»                   | 1989 | Above the Law, N.W.A                                                  | Livin’ Like Hustlers                               |
| «Paint the White House Black»     | 1993 | Джордж Клинтон, Айс Кьюб, Public Enemy, Yo-Yo, MC Breed, Chuck D, Kam | Hey, Man, Smell My Finger                          |
| «G Funk Intro»                    | 1993 | Snoop Doggy Dogg, Джордж Клинтон, The Lady of Rage                    | Doggystyle                                         |
| «Who Am I? (What’s My Name?)»     | 1993 | Snoop Doggy Dogg                                                      | Doggystyle                                         |
| «Afro Puffs (Расширенная версия)» | 1994 | The Lady of Rage                                                      | Над кольцом (саундтрек)                            |
| «187 Um»                          | 1995 | Snoop Dogg                                                            | One Million Strong                                 |
| «Respect»                         | 1995 | Tha Dogg Pound                                                        | Dogg Food                                          |
| «Let’s Play House»                | 1995 | Tha Dogg Pound, Michel'le, Nate Dogg                                  | Dogg Food                                          |
| «California Love» (Ремикс)        | 1996 | 2Pac, Roger Troutman                                                  | All Eyez on Me                                     |
| «Can’t C Me»                      | 1996 | 2Pac, Джордж Клинтон, Nanci Fletcher                                  | All Eyez on Me                                     |
| «Nas Is Coming»                   | 1996 | Нас                                                                   | It Was Written                                     |
| «Cutaluff»                        | 1997 | Ant Banks, Slink Capone                                               | Big Thangs                                         |
| «Firm Family»                     | 1997 | The Firm                                                              | The Album                                          |
| «Ask Yourself a Question»         | 1998 | Kurupt                                                                | Kuruption!                                         |
| «Just Dippin’»                    | 1999 | Snoop Dogg, Джуэл                                                     | No Limit Top Dogg                                  |
| «Watch Me»                        | 1999 | Jay-Z                                                                 | Vol. 3... Life and Times of S. Carter              |
| «If I Get Locked Up Tonight»      | 1999 | Funkmaster Flex, Eminem                                               | The Tunnel                                         |
| «Ho’s a Housewife»                | 1999 | Kurupt, Hittman                                                       | Tha Streetz Iz a Mutha                             |
| «Even Deeper»                     | 1999 | Nine Inch Nails                                                       | The Fragile                                        |
| «Intro to Indo»                   | 2000 | Tha Eastsidaz                                                         | Tha Eastsidaz                                      |
| «Intro»                           | 2000 | Funkmaster Flex                                                       | The Mix Tape, Vol. IV                              |
| «U Know»                          | 2000 | Xzibit                                                                | Restless                                           |
| «Your Wife»                       | 2001 | Nate Dogg                                                             | Music and Me                                       |
| «That’s Me»                       | 2001 | Шакил О’Нил                                                           | Shaquille O'Neal Presents His Superfriends, Vol. 1 |
| «Push Play»                       | 2002 | Truth Hurts                                                           | Truthfully Speaking                                |
| «Hollywood»                       | 2002 | Truth Hurts                                                           | Truthfully Speaking                                |
| «Money»                           | 2002 | King Tee, Dawn Robinson                                               | The Kingdom Come                                   |
| «The Chron»                       | 2002 | King Tee                                                              | The Kingdom Come                                   |
| «Where’s T»                       | 2002 | King Tee                                                              | The Kingdom Come                                   |
| «Say What You Say»                | 2002 | Eminem                                                                | The Eminem Show                                    |
| «The Watcher 2»                   | 2002 | Jay-Z, Раким, Truth Hurts                                             | The Blueprint 2: The Gift & The Curse              |
| «Shit Hits the Fan»               | 2003 | Оби Трайс, Eminem                                                     | Cheers                                             |
| «Psychic Pymp Hotline»            | 2003 | The D.O.C., Mike Lynn                                                 | Deuce                                              |
| «Gorilla Pympin»                  | 2003 | The D.O.C., Six-Two                                                   | Deuce                                              |
| «Judgment Day»                    | 2003 | The D.O.C., Six-Two                                                   | Deuce                                              |
| «Everyday Thing»                  | 2005 | Нас, Nature                                                           | N/A                                                |
| «Here We Go Again»                | 2005 | The Game                                                              | Ghost Unit                                         |
| «Bloww»                           | 2005 | Hittman                                                               | Hittmanic Verses                                   |
| «Not Many Days Left»              | 2005 | Hittman                                                               | Murda Weapon                                       |
| «Imagine»                         | 2006 | Snoop Dogg, Ди Энджело                                                | Tha Blue Carpet Treatment                          |
| «Come and Go»                     | 2007 | 50 Cent                                                               | Curtis                                             |
| «Set It Off (Ремикс)»             | 2008 | Kardinal Offishal, Pusha T                                            | N/A                                                |
| «Bounce»                          | 2008 | Тимбалэнд, Мисси Эллиотт, Джастин Тимберлейк                          | Shock Value                                        |
| «Syllables»                       | 2010 | Eminem, Jay-Z, 50 Cent, Stat Quo, Cashis                              | Straight from the Lab Part 2                       |
| «I Dominate»                      | 2010 | Bishop Lamont                                                         | N/A                                                |
| «Bang Ya Head Harder»             | 2010 | 50 Cent, Ллойд Бэнкс, Candice Pillay                                  | The Reconstruction Mixtape                         |
| «Drug Test»                       | 2011 | Game, Snoop Dogg                                                      | The R.E.D. Album                                   |
| «Back Against the Wall»           | 2011 | Slim the Mobster, Sly                                                 | War Music                                          |
| «Popped Off»                      | 2012 | T.I.                                                                  | Fuck da City Up                                    |
| «3 Kings»                         | 2012 | Рик Росс, Jay-Z                                                       | God Forgives, I Don’t                              |
| «Compton»                         | 2012 | Кендрик Ламар                                                         | Good Kid, M.A.A.D City                             |
| «Stronger»                        | 2014 | Marsha Ambrosius                                                      | Friends & Lovers                                   |
| «Look Who»                        | 2014 | Баста Раймс                                                           | N/A                                                |
| «Don’t Trip»                      | 2015 | The Game, Айс Кьюб, will.i.am                                         | The Documentary 2                                  |
| «Chillin'»                        | 2015 | Swizz Beatz                                                           | N/A                                                |
| «I’m Back»                        | 2018 | Jon Connor                                                            | N/A                                                |
| «Mansa Musa»                      | 2018 | Андерсон Пак, Cocoa Sarai                                             | Oxnard                                             |
| «Full Circle»                     | 2020 | Нас                                                                   | King's Disease (не указан)                         |
| «Too Big»                         | 2022 | Mount Westmore                                                        | Snoop Cube 40 $hort (дополнительный вокал)         |

## Музыкальные видеоклипы
| Год                                  | Название                                         | Режиссёр                         | Исполнитель(и)                                     |
| В качестве основного исполнителя     | В качестве основного исполнителя                 | В качестве основного исполнителя | В качестве основного исполнителя                   |
| ------------------------------------ | ------------------------------------------------ | -------------------------------- | -------------------------------------------------- |
| 1992                                 | «Deep Cover»                                     |                                  | совместно с Snoop Doggy Dogg                       |
| 1992                                 | «Nuthin’ But a “G” Thang»                        | Dr. Dre                          | при участии Snoop Doggy Dogg                       |
| 1993                                 | «Fuck wit Dre Day (And Everybody's Celebratin')» |                                  | при участии Snoop Doggy Dogg                       |
| 1993                                 | «Let Me Ride»                                    | Dr. Dre                          | при участии Джуэл и Snoop Doggy Dogg               |
| 1993                                 | «Lil Ghetto Boy»                                 | Dr. Dre                          | при участии Snoop Doggy Dogg                       |
| 1994                                 | «Natural Born Killaz»                            |                                  | совместно с Айс Кьюбом                             |
| 1995                                 | «Keep Their Heads Ringin'»                       | Феликс Гэри Грей                 | н/д                                                |
| 1996                                 | »Been There, Done That«                          |                                  | н/д                                                |
| 1998                                 | »Zoom«                                           |                                  | совместно с LL Cool J                              |
| 1999                                 | »Still D.R.E."                                   | Хайп Уильямс                     | при участии Snoop Dogg                             |
| 2000                                 | «Forgot About Dre»                               | Филлип Джи. Атвелл               | при участии Eminem                                 |
| 2000                                 | «The Next Episode»                               |                                  | при участии Snoop Dogg                             |
| 2002                                 | «Bad Intentions»                                 |                                  | при участии Knoc-turn'al                           |
| 2010                                 | «Kush»                                           | Джозеф Кан                       | при участии Snoop Dogg и Akon                      |
| 2011                                 | «I Need a Doctor»                                | Аллен Хьюз                       | при участии Eminem и Скайлар Грей                  |
| В качестве приглашённого исполнителя |                                                  |                                  |                                                    |
| 1995                                 | «California Love»                                | Хайп Уильямсs                    | 2Pac при участии Dr. Dre                           |
| 1996                                 | «No Diggity»                                     | Хайп Уильямсs                    | Blackstreet при участии Dr. Dre и Queen Pen        |
| 1999                                 | «Guilty Conscience»                              | Филипп Этвелл and Dr. Dre        | Eminem при участии Dr. Dre                         |
| 2000                                 | «Hello»                                          |                                  | Айс Кьюб при участии MC Ren и Dr. Dre              |
| 2002                                 | «The Knoc»                                       | Джефф Рихтер                     | Knoc-turn’al при участии Мисси Эллиотт and Dr. Dre |
| 2002                                 | «Symphony in X Major»                            | Джо Хан                          | Xzibit при участии Dr. Dre                         |

### Комментарии
1. ↑  Песня «Deep Water» не попала в чарт Hot R&B/Hip-Hop Songs, но заняла шестое место в чарте Bubbling Under R&B/Hip-Hop Singles, который является продолжением чарта Hot R&B/Hip-Hop Songs.[47]
2. ↑  Песня "Genocide" не попала в чарт Hot R&B/Hip-Hop Songs, но заняла второе место в чарте Bubbling Under R&B/Hip-Hop Singles, который является продолжением чарта Hot R&B/Hip-Hop Songs.[47]